# Новотрепівка
Новотре́півка — село в Україні, у Суботцівській сільській громаді Кропивницького району Кіровоградської області. Населення становить 164 осіб.

## Населення
Згідно з переписом УРСР 1989 року чисельність наявного населення села становила 206 осіб, з яких 92 чоловіки та 114 жінок.
За переписом населення України 2001 року в селі мешкало 165 осіб.

### Мова
Розподіл населення за рідною мовою за даними перепису 2001 року:
| Мова       | Відсоток |
| ---------- | -------- |
| українська | 94,51 %  |
| російська  | 3,66 %   |
| молдовська | 1,22 %   |
| білоруська | 0,61 %   |